# Pseudostixis laevepunctata
Pseudostixis laevepunctata là một loài bọ cánh cứng trong họ Cerambycidae.